# Kniphofia splendida
Kniphofia splendida är en grästrädsväxtart som beskrevs av Eileen Adelaide Bruce. Kniphofia splendida ingår i Fackelliljesläktet som ingår i familjen grästrädsväxter. Inga underarter finns listade i Catalogue of Life.